# تجمع بدو السديهات (مأرب)

تعديل مصدري - تعديل

تجمع بدو السديهات هي إحدى قرى عزلة ال مشعل بمديرية مأرب التابعة لمحافظة مأرب، بلغ تعداد سكانها 26 نسمة حسب تعداد اليمن لعام 2004.